# La Capèla e Masmolena
La Capèla e Masmolena (en francès La Capelle-et-Masmolène) és un municipi francès situat al departament del Gard i a la regió d'Occitània.